# 파푸아뉴기니 축구 국가대표팀
파푸아뉴기니 축구 국가대표팀(영어: Papua New Guinea national football team)은 파푸아뉴기니를 대표하는 축구 국가대표팀으로 파푸아뉴기니 축구 연맹에서 관리한다. '쿠스쿠스'라는 별칭으로 알려져 있으며 1963년 12월 피지와의 친선전에서 국제 A매치 데뷔전을 치렀다.

## 국제 대회 경력

### FIFA 월드컵
월드컵 본선 경험은 전무하며 다만 2018년 FIFA 월드컵 오세아니아 지역 3차 예선까지 진출하며 파푸아뉴기니 축구 역사상 월드컵 지역 예선 역대 최고 성적을 거두었다.

### OFC 네이션스컵
OFC 네이션스컵 본선에는 4번 출전하여 이 중 자국에서 개최된 2016년 대회에서 준우승을 차지하면서 월드컵과 OFC 네이션스컵을 통틀어 메이저 대회 역대 최고 성적을 거두었다.

### 퍼시픽 게임
퍼시픽 게임에는 12번 출전하여 이 중 3번의 대회(1969년, 1987년, 2015년)에서 동메달을 획득했다.

## FIFA 월드컵 (본선)
| 년도   | 결과                              | 순위                              | 경기                              | 승                                | 무*                               | 패                                | 득점                              | 실점                              | 승점                              |
| ------ | --------------------------------- | --------------------------------- | --------------------------------- | --------------------------------- | --------------------------------- | --------------------------------- | --------------------------------- | --------------------------------- | --------------------------------- |
| 1930년 | 독립 이전 (오스트레일리아의 지배) | 독립 이전 (오스트레일리아의 지배) | 독립 이전 (오스트레일리아의 지배) | 독립 이전 (오스트레일리아의 지배) | 독립 이전 (오스트레일리아의 지배) | 독립 이전 (오스트레일리아의 지배) | 독립 이전 (오스트레일리아의 지배) | 독립 이전 (오스트레일리아의 지배) | 독립 이전 (오스트레일리아의 지배) |
| 1934년 | 독립 이전 (오스트레일리아의 지배) | 독립 이전 (오스트레일리아의 지배) | 독립 이전 (오스트레일리아의 지배) | 독립 이전 (오스트레일리아의 지배) | 독립 이전 (오스트레일리아의 지배) | 독립 이전 (오스트레일리아의 지배) | 독립 이전 (오스트레일리아의 지배) | 독립 이전 (오스트레일리아의 지배) | 독립 이전 (오스트레일리아의 지배) |
| 1938년 | 독립 이전 (오스트레일리아의 지배) | 독립 이전 (오스트레일리아의 지배) | 독립 이전 (오스트레일리아의 지배) | 독립 이전 (오스트레일리아의 지배) | 독립 이전 (오스트레일리아의 지배) | 독립 이전 (오스트레일리아의 지배) | 독립 이전 (오스트레일리아의 지배) | 독립 이전 (오스트레일리아의 지배) | 독립 이전 (오스트레일리아의 지배) |
| 1950년 | 독립 이전 (오스트레일리아의 지배) | 독립 이전 (오스트레일리아의 지배) | 독립 이전 (오스트레일리아의 지배) | 독립 이전 (오스트레일리아의 지배) | 독립 이전 (오스트레일리아의 지배) | 독립 이전 (오스트레일리아의 지배) | 독립 이전 (오스트레일리아의 지배) | 독립 이전 (오스트레일리아의 지배) | 독립 이전 (오스트레일리아의 지배) |
| 1954년 | 독립 이전 (오스트레일리아의 지배) | 독립 이전 (오스트레일리아의 지배) | 독립 이전 (오스트레일리아의 지배) | 독립 이전 (오스트레일리아의 지배) | 독립 이전 (오스트레일리아의 지배) | 독립 이전 (오스트레일리아의 지배) | 독립 이전 (오스트레일리아의 지배) | 독립 이전 (오스트레일리아의 지배) | 독립 이전 (오스트레일리아의 지배) |
| 1958년 | 독립 이전 (오스트레일리아의 지배) | 독립 이전 (오스트레일리아의 지배) | 독립 이전 (오스트레일리아의 지배) | 독립 이전 (오스트레일리아의 지배) | 독립 이전 (오스트레일리아의 지배) | 독립 이전 (오스트레일리아의 지배) | 독립 이전 (오스트레일리아의 지배) | 독립 이전 (오스트레일리아의 지배) | 독립 이전 (오스트레일리아의 지배) |
| 1962년 | 독립 이전 (오스트레일리아의 지배) | 독립 이전 (오스트레일리아의 지배) | 독립 이전 (오스트레일리아의 지배) | 독립 이전 (오스트레일리아의 지배) | 독립 이전 (오스트레일리아의 지배) | 독립 이전 (오스트레일리아의 지배) | 독립 이전 (오스트레일리아의 지배) | 독립 이전 (오스트레일리아의 지배) | 독립 이전 (오스트레일리아의 지배) |
| 1966년 | 독립 이전 (오스트레일리아의 지배) | 독립 이전 (오스트레일리아의 지배) | 독립 이전 (오스트레일리아의 지배) | 독립 이전 (오스트레일리아의 지배) | 독립 이전 (오스트레일리아의 지배) | 독립 이전 (오스트레일리아의 지배) | 독립 이전 (오스트레일리아의 지배) | 독립 이전 (오스트레일리아의 지배) | 독립 이전 (오스트레일리아의 지배) |
| 1970년 | 독립 이전 (오스트레일리아의 지배) | 독립 이전 (오스트레일리아의 지배) | 독립 이전 (오스트레일리아의 지배) | 독립 이전 (오스트레일리아의 지배) | 독립 이전 (오스트레일리아의 지배) | 독립 이전 (오스트레일리아의 지배) | 독립 이전 (오스트레일리아의 지배) | 독립 이전 (오스트레일리아의 지배) | 독립 이전 (오스트레일리아의 지배) |
| 1974년 | 독립 이전 (오스트레일리아의 지배) | 독립 이전 (오스트레일리아의 지배) | 독립 이전 (오스트레일리아의 지배) | 독립 이전 (오스트레일리아의 지배) | 독립 이전 (오스트레일리아의 지배) | 독립 이전 (오스트레일리아의 지배) | 독립 이전 (오스트레일리아의 지배) | 독립 이전 (오스트레일리아의 지배) | 독립 이전 (오스트레일리아의 지배) |
| 1978년 | 불참                              | 불참                              | 불참                              | 불참                              | 불참                              | 불참                              | 불참                              | 불참                              | 불참                              |
| 1982년 | 불참                              | 불참                              | 불참                              | 불참                              | 불참                              | 불참                              | 불참                              | 불참                              | 불참                              |
| 1986년 | 불참                              | 불참                              | 불참                              | 불참                              | 불참                              | 불참                              | 불참                              | 불참                              | 불참                              |
| 1990년 | 불참                              | 불참                              | 불참                              | 불참                              | 불참                              | 불참                              | 불참                              | 불참                              | 불참                              |
| 1994년 | 불참                              | 불참                              | 불참                              | 불참                              | 불참                              | 불참                              | 불참                              | 불참                              | 불참                              |
| 1998년 | 예선 탈락                         | 예선 탈락                         | 예선 탈락                         | 예선 탈락                         | 예선 탈락                         | 예선 탈락                         | 예선 탈락                         | 예선 탈락                         | 예선 탈락                         |
| 2002년 | 불참                              | 불참                              | 불참                              | 불참                              | 불참                              | 불참                              | 불참                              | 불참                              | 불참                              |
| 2006년 | 예선 탈락                         | 예선 탈락                         | 예선 탈락                         | 예선 탈락                         | 예선 탈락                         | 예선 탈락                         | 예선 탈락                         | 예선 탈락                         | 예선 탈락                         |
| 2010년 | 실격※                             | 실격※                             | 실격※                             | 실격※                             | 실격※                             | 실격※                             | 실격※                             | 실격※                             | 실격※                             |
| 2014년 | 예선 탈락                         | 예선 탈락                         | 예선 탈락                         | 예선 탈락                         | 예선 탈락                         | 예선 탈락                         | 예선 탈락                         | 예선 탈락                         | 예선 탈락                         |
| 2018년 | 예선 탈락                         | 예선 탈락                         | 예선 탈락                         | 예선 탈락                         | 예선 탈락                         | 예선 탈락                         | 예선 탈락                         | 예선 탈락                         | 예선 탈락                         |
| 2022년 | 예선 탈락                         | 예선 탈락                         | 예선 탈락                         | 예선 탈락                         | 예선 탈락                         | 예선 탈락                         | 예선 탈락                         | 예선 탈락                         | 예선 탈락                         |
| 2026년 | 예선 탈락                         | 예선 탈락                         | 예선 탈락                         | 예선 탈락                         | 예선 탈락                         | 예선 탈락                         | 예선 탈락                         | 예선 탈락                         | 예선 탈락                         |
| 합계   |                                   |                                   |                                   |                                   |                                   |                                   |                                   |                                   |                                   |

## FIFA 월드컵 (예선)
| 1930년 | 독립 이전 (오스트레일리아의 지배)              | 독립 이전 (오스트레일리아의 지배)              | 독립 이전 (오스트레일리아의 지배)              | 독립 이전 (오스트레일리아의 지배)              | 독립 이전 (오스트레일리아의 지배)              | 독립 이전 (오스트레일리아의 지배)              | 독립 이전 (오스트레일리아의 지배)              | 독립 이전 (오스트레일리아의 지배) | 독립 이전 (오스트레일리아의 지배) |
| 1934년 | 독립 이전 (오스트레일리아의 지배)              | 독립 이전 (오스트레일리아의 지배)              | 독립 이전 (오스트레일리아의 지배)              | 독립 이전 (오스트레일리아의 지배)              | 독립 이전 (오스트레일리아의 지배)              | 독립 이전 (오스트레일리아의 지배)              | 독립 이전 (오스트레일리아의 지배)              | 독립 이전 (오스트레일리아의 지배) | 독립 이전 (오스트레일리아의 지배) |
| 1938년 | 독립 이전 (오스트레일리아의 지배)              | 독립 이전 (오스트레일리아의 지배)              | 독립 이전 (오스트레일리아의 지배)              | 독립 이전 (오스트레일리아의 지배)              | 독립 이전 (오스트레일리아의 지배)              | 독립 이전 (오스트레일리아의 지배)              | 독립 이전 (오스트레일리아의 지배)              | 독립 이전 (오스트레일리아의 지배) | 독립 이전 (오스트레일리아의 지배) |
| 1950년 | 독립 이전 (오스트레일리아의 지배)              | 독립 이전 (오스트레일리아의 지배)              | 독립 이전 (오스트레일리아의 지배)              | 독립 이전 (오스트레일리아의 지배)              | 독립 이전 (오스트레일리아의 지배)              | 독립 이전 (오스트레일리아의 지배)              | 독립 이전 (오스트레일리아의 지배)              | 독립 이전 (오스트레일리아의 지배) | 독립 이전 (오스트레일리아의 지배) |
| 1954년 | 독립 이전 (오스트레일리아의 지배)              | 독립 이전 (오스트레일리아의 지배)              | 독립 이전 (오스트레일리아의 지배)              | 독립 이전 (오스트레일리아의 지배)              | 독립 이전 (오스트레일리아의 지배)              | 독립 이전 (오스트레일리아의 지배)              | 독립 이전 (오스트레일리아의 지배)              | 독립 이전 (오스트레일리아의 지배) | 독립 이전 (오스트레일리아의 지배) |
| 1958년 | 독립 이전 (오스트레일리아의 지배)              | 독립 이전 (오스트레일리아의 지배)              | 독립 이전 (오스트레일리아의 지배)              | 독립 이전 (오스트레일리아의 지배)              | 독립 이전 (오스트레일리아의 지배)              | 독립 이전 (오스트레일리아의 지배)              | 독립 이전 (오스트레일리아의 지배)              | 독립 이전 (오스트레일리아의 지배) | 독립 이전 (오스트레일리아의 지배) |
| 1962년 | 독립 이전 (오스트레일리아의 지배)              | 독립 이전 (오스트레일리아의 지배)              | 독립 이전 (오스트레일리아의 지배)              | 독립 이전 (오스트레일리아의 지배)              | 독립 이전 (오스트레일리아의 지배)              | 독립 이전 (오스트레일리아의 지배)              | 독립 이전 (오스트레일리아의 지배)              | 독립 이전 (오스트레일리아의 지배) | 독립 이전 (오스트레일리아의 지배) |
| 1966년 | 독립 이전 (오스트레일리아의 지배)              | 독립 이전 (오스트레일리아의 지배)              | 독립 이전 (오스트레일리아의 지배)              | 독립 이전 (오스트레일리아의 지배)              | 독립 이전 (오스트레일리아의 지배)              | 독립 이전 (오스트레일리아의 지배)              | 독립 이전 (오스트레일리아의 지배)              | 독립 이전 (오스트레일리아의 지배) | 독립 이전 (오스트레일리아의 지배) |
| 1970년 | 독립 이전 (오스트레일리아의 지배)              | 독립 이전 (오스트레일리아의 지배)              | 독립 이전 (오스트레일리아의 지배)              | 독립 이전 (오스트레일리아의 지배)              | 독립 이전 (오스트레일리아의 지배)              | 독립 이전 (오스트레일리아의 지배)              | 독립 이전 (오스트레일리아의 지배)              | 독립 이전 (오스트레일리아의 지배) | 독립 이전 (오스트레일리아의 지배) |
| 1974년 | 독립 이전 (오스트레일리아의 지배)              | 독립 이전 (오스트레일리아의 지배)              | 독립 이전 (오스트레일리아의 지배)              | 독립 이전 (오스트레일리아의 지배)              | 독립 이전 (오스트레일리아의 지배)              | 독립 이전 (오스트레일리아의 지배)              | 독립 이전 (오스트레일리아의 지배)              | 독립 이전 (오스트레일리아의 지배) | 독립 이전 (오스트레일리아의 지배) |
| 1978년 | 불참                                           | 불참                                           | 불참                                           | 불참                                           | 불참                                           | 불참                                           | 불참                                           | 불참                              | 불참                              |
| 1982년 | 불참                                           | 불참                                           | 불참                                           | 불참                                           | 불참                                           | 불참                                           | 불참                                           | 불참                              | 불참                              |
| 1986년 | 불참                                           | 불참                                           | 불참                                           | 불참                                           | 불참                                           | 불참                                           | 불참                                           | 불참                              | 불참                              |
| 1990년 | 불참                                           | 불참                                           | 불참                                           | 불참                                           | 불참                                           | 불참                                           | 불참                                           | 불참                              | 불참                              |
| 1994년 | 불참                                           | 불참                                           | 불참                                           | 불참                                           | 불참                                           | 불참                                           | 불참                                           | 불참                              | 불참                              |
| 1998년 | 6                                              | 2                                              | 1                                              | 3                                              | 5                                              | 13                                             | 7                                              |                                   |                                   |
| 2002년 | 불참                                           | 불참                                           | 불참                                           | 불참                                           | 불참                                           | 불참                                           | 불참                                           |                                   |                                   |
| 2006년 | 4                                              | 2                                              | 1                                              | 1                                              | 17                                             | 6                                              | 7                                              |                                   |                                   |
| 2010년 | 실격※                                          | 실격※                                          | 실격※                                          | 실격※                                          | 실격※                                          | 실격※                                          | 실격※                                          |                                   |                                   |
| 2014년 | 3                                              | 0                                              | 1                                              | 2                                              | 2                                              | 4                                              | 1                                              |                                   |                                   |
| 2018년 | 9                                              | 3                                              | 3                                              | 3                                              | 19                                             | 13                                             | 12                                             |                                   |                                   |
| 2022년 | 4                                              | 2                                              | 0                                              | 2                                              | 5                                              | 5                                              | 6                                              |                                   |                                   |
| 2026년 | 3                                              | 0                                              | 1                                              | 2                                              | 5                                              | 8                                              | 1                                              |                                   |                                   |
| 합계   | 29                                             | 9                                              | 7                                              | 13                                             | 53                                             | 49                                             | 34                                             |                                   |                                   |
| 순위   | 월드컵 예선 승점 순위 : 152위 (오세아니아 8위) | 월드컵 예선 승점 순위 : 152위 (오세아니아 8위) | 월드컵 예선 승점 순위 : 152위 (오세아니아 8위) | 월드컵 예선 승점 순위 : 152위 (오세아니아 8위) | 월드컵 예선 승점 순위 : 152위 (오세아니아 8위) | 월드컵 예선 승점 순위 : 152위 (오세아니아 8위) | 월드컵 예선 승점 순위 : 152위 (오세아니아 8위) |                                   |                                   |

※ 2010년 대회의 오세아니아 지역 예선은 2007년 남태평양 게임의 남자 축구 종목과 2008년 OFC 네이션스컵을 겸하였으며, 파푸아뉴기니가 2007년 남태평양 게임의 남자 축구 종목에 불참함에 따라 월드컵 참가 자격이 자동으로 박탈되었다.

## OFC 네이션스컵
| OFC 네이션스컵 | OFC 네이션스컵                    | OFC 네이션스컵                    | OFC 네이션스컵                    | OFC 네이션스컵                    | OFC 네이션스컵                    | OFC 네이션스컵                    | OFC 네이션스컵                    | OFC 네이션스컵                    | OFC 네이션스컵                    |
| 년도           | 결과                              | 순위                              | 경기                              | 승                                | 무*                               | 패                                | 득점                              | 실점                              | 승점                              |
| -------------- | --------------------------------- | --------------------------------- | --------------------------------- | --------------------------------- | --------------------------------- | --------------------------------- | --------------------------------- | --------------------------------- | --------------------------------- |
| 1973년         | 독립 이전 (오스트레일리아의 지배) | 독립 이전 (오스트레일리아의 지배) | 독립 이전 (오스트레일리아의 지배) | 독립 이전 (오스트레일리아의 지배) | 독립 이전 (오스트레일리아의 지배) | 독립 이전 (오스트레일리아의 지배) | 독립 이전 (오스트레일리아의 지배) | 독립 이전 (오스트레일리아의 지배) | 독립 이전 (오스트레일리아의 지배) |
| 1980년         | 조별리그                          | 6위                               | 3                                 | 1                                 | 0                                 | 2                                 | 6                                 | 22                                | 3                                 |
| 1996년         | 예선 탈락                         | 예선 탈락                         | 예선 탈락                         | 예선 탈락                         | 예선 탈락                         | 예선 탈락                         | 예선 탈락                         | 예선 탈락                         | 예선 탈락                         |
| 1998년         | 예선 탈락                         | 예선 탈락                         | 예선 탈락                         | 예선 탈락                         | 예선 탈락                         | 예선 탈락                         | 예선 탈락                         | 예선 탈락                         | 예선 탈락                         |
| 2000년         | 예선 탈락                         | 예선 탈락                         | 예선 탈락                         | 예선 탈락                         | 예선 탈락                         | 예선 탈락                         | 예선 탈락                         | 예선 탈락                         | 예선 탈락                         |
| 2002년         | 조별리그                          | 7위                               | 3                                 | 0                                 | 1                                 | 2                                 | 2                                 | 12                                | 1                                 |
| 2004년         | 예선 탈락                         | 예선 탈락                         | 예선 탈락                         | 예선 탈락                         | 예선 탈락                         | 예선 탈락                         | 예선 탈락                         | 예선 탈락                         | 예선 탈락                         |
| 2008년         | 불참                              | 불참                              | 불참                              | 불참                              | 불참                              | 불참                              | 불참                              | 불참                              | 불참                              |
| 2012년         | 조별리그                          | 7위                               | 3                                 | 0                                 | 1                                 | 2                                 | 2                                 | 4                                 | 1                                 |
| 2016년         | 준우승                            | 2위                               | 5                                 | 2                                 | 3                                 | 0                                 | 13                                | 4                                 | 9                                 |
| 합계           | 4회 진출(4/9)                     | 준우승(1회)                       | 14                                | 3                                 | 5                                 | 6                                 | 23                                | 42                                | 14                                |
| 순위           | OFC 네이션스컵 순위 : 8위         | OFC 네이션스컵 순위 : 8위         | OFC 네이션스컵 순위 : 8위         | OFC 네이션스컵 순위 : 8위         | OFC 네이션스컵 순위 : 8위         | OFC 네이션스컵 순위 : 8위         | OFC 네이션스컵 순위 : 8위         | OFC 네이션스컵 순위 : 8위         | OFC 네이션스컵 순위 : 8위         |

## 주요 선수
- 펠릭스 코몰롱
- 앨윈 코몰롱
- 코리악 우파이가
- 마이클 포스터
- 이매뉴얼 사이먼
- 제이컵 사부아
- 로널드 워리선
- 대니얼 조
- 레이먼드 구넴바
- 데이비드 무타

## 역대 감독
| 감독      | 임기        |
| --------- | ----------- |
| 윈턴 루퍼 | 2014 ~ 2015 |